# Saab 37 Viggen

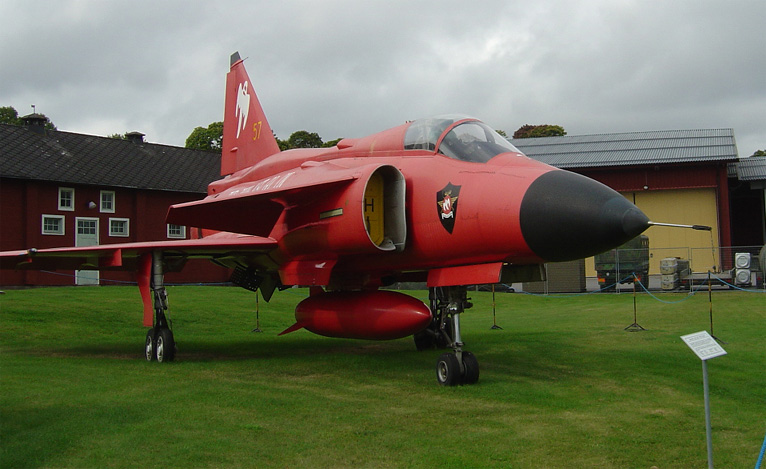
AJS 37 som målats röd med anledning av att verksamheten med Viggen vid F 10 upphörde i april 2000.

Saab 37 Viggen är ett stridsflygplan konstruerat och byggt av Saab AB på beställning av Kungliga Flygförvaltningen (senare Försvarets materielverk). Första flygning skedde den 8 februari 1967 och leveranserna till Flygvapnet inleddes år 1971. Flygplanet var deltavingat med en nosvinge, så kallad canardvinge, som tillsammans med ett reverseringssystem (möjlighet att vända motorns utblås framåt) gav den möjlighet till att starta och landa på mycket korta sträckor, även vid hala banor. Dessa korta start- och landningssträckor var en förutsättning för att kunna verka från mindre flygfält och krigsskadade flygbaser. I Bas 90-systemet kom det att byggas kortare rullbanor särskilt anpassade efter denna förmåga.
Viggen tillverkades åren 1970–1990. Sista flygningen i aktiv tjänst skedde vid en avslutningsceremoni med två flygplan från Norrbottens flygflottilj (F 21) den 25 november 2005. Efter att Viggen-systemet tagits ur aktiv tjänst vid Flygvapnet, kvarstod det vid Försökscentralen (FMV:PROV). Den 26 juni 2007 genomfördes dock det sista flygpasset och fotopasset vid Försökscentralen med en rote Sk 37E Viggen, individ 37809 (Viktor 09) flögs av Mj Michael Rosenqvist med Jonas Beronius i baksits och individ 37813 (Viktor 13) flögs av Mj Rickard Mattsson med Per Johansson i baksits.
Planet avlöstes av JAS 39 Gripen.

## Namn
Namnet anspelar på åskvigg, föremål som i folktron var förknippade med blixten, asaguden Tor och hans hammare. Det är även namnet på andfågeln vigg, vilket är en blinkning till flygplanets nosvinge. Nosvingen kallas canardvinge, vilket rakt översatt betyder andvinge. Viggen var det första svenska stridsflygplanet som konstruerades med en sådan.

## Utveckling
Utvecklingsarbetet med Viggen påbörjades redan år 1952, tre år innan dess föregångare Saab 35 Draken ens genomfört sin premiärflygning. Under konceptstudierna, som pågick fram till år 1956, studerades över 100 olika flygplanstyper för att utveckla det flygplan som skulle bli efterföljare till Saab 35 Draken och Saab 32 Lansen.
Flygvapnet hade tidigt under det kalla kriget insett sårbarheten med fasta flygbaser och utvecklade därför Bas 60-systemet. En strategi där man i en krigssituation skulle sprida ut flygstridskrafterna över många krigsflygbaser, med reservvägbaser och civila flygfält som alternativa flygbaser. Med Viggen ville man även kunna verka från mindre flygfält med kortare rullbanor än de ordinarie baserna, samt från flygbaser som skadats av fientlig bekämpning. Det var därför ett viktigt krav på Viggen att den skulle ha mycket kort start- och landningssträcka. Genom att utrusta flygplanet med extra vingar framför huvudvingarna, så kallade canardvingar, och reversering av motorverkan lyckades man få ner start- och landningssträckan till endast 500 meter.
 När Bas 60-systemet utvecklades till Bas 90 under 1980-talet började man anpassa flygbaserna efter denna förmåga genom att anlägga reservbanor med en längd på enbart 800 meter. Gripen ärvde denna förmåga för att kunna verka från samma flygbaser som Viggen. Nackdelen med deltavinge och canardvinge för stabila flygplan, är de kraftiga restriktionerna för tyngdpunktens placering i flygplanet. På Viggen visar det sig bland annat i motorns placering i flygkroppen, den måste helt enkelt placeras tillräckligt långt fram för att tyngdpunkten skall hamna framför planets aerodynamiska centrum, detta ger planet dess något rumphuggna utseende. Flygkroppens tvära avslut strax efter vingens bakkant inverkar menligt på luftmotståndet i transsonisk hastighet på grund av en ojämn areafördelning och leder till ett behov av större motor.
Ytterligare en anpassning till det svenska bassystemet var att fenan var fällbar för att flygplanet skulle kunna utnyttja hangarer som var avsedda för den betydligt lägre Saab 35 Draken.
Eftersom flygvapnets bemanning, liksom resten av försvarsmakten, bestod till största del av värnpliktiga utvecklades Viggen för att vara enkel att underhålla och betjänas av värnpliktig personal med begränsad teknisk träning arbetandes i fältmässiga förhållanden. Ett enskilt Viggen-flygplan kunde klargöras av en grupp bestående av fem värnpliktiga mekaniker ledda av en teknisk officer. Klargöring av ett Viggen-flygplan tog 10 minuter under normala förhållanden.
Fartkraven på Viggen var mach 1 på låg höjd och mach 2 på hög höjd. Vidare skulle Viggen även ingå i STRIL 60-systemet för Stridsledning och luftbevakning. Prototypen flög första gången den 8 februari 1967 klockan 10:57, med Saabs chefsprovflygare Erik Dahlström vid spakarna. Flygturen tog 43 minuter.
Utredningen av vilken flygplanstyp som skulle utvecklas genomgick fyra olika faser:

### 1300-utredningen
1300-utredningen bedrevs mellan åren 1952 och 1956: här drevs arbetet i flera omgångar med olika inriktning: första utkasten gjordes mellan hösten 1952 och våren 1954, och avsåg till en början ett så kallat interceptorplan som skulle möta överljudsbombflygplan i hastigheter runt 1,4 ggr ljudhastigheten, på hög höjd.
Dessa interceptorplan övergavs eftersom det nya flygplanets uppgifter innebar att de skulle kunna bära atomvapen och anfalla fientliga flygbaser direkt istället för att jaga själva bombflygplanen. När det gällde fientliga robotar var jaktplan och interceptorer inte användbara: den enda utvägen var att anfalla robotavfyrningsramperna. Därför behövdes tunga flygplan som kunde bära taktiska vapen.
Andra projektomgången skedde mellan februari 1954 och juli 1955 och var inriktad på nya attackflygplan som skulle ersätta Saab 32 Lansen. I tredje omgången mellan juli 1955 och oktober 1956 gavs klara direktiv om en viss flygplanstyp som vara ensitsigt, hantera en vapenlast på 600 kg och aktionsradie på 350 km på lägsta höjd med en toppfart på mach 1,2. Detta skulle vara ett enhetsplan som skulle fungera för både jakt, attack och spaning.
Sammanlagt gjordes cirka 100 olika utkast inom 1300-utredningen. Det slutgiltiga utkastet från 1300-utredningen var ett plan med beteckningen 1300-76, även kallat Saab 36 eller A 36, som kunde bära olika vapentyper, bland annat Robot 04. Detta plan skulle ha ett luftintag undertill och en Bristol Olympus 22-motor. En alternativ variant hade beteckningen 1300-77 och placerade luftintaget på ovansidan av flygplanskroppen. Projekt 1300 lades ned på grund av att kostnaden för flygplanet blev runt 400 miljoner kronor i 1964 års penningvärde, vilket ansågs alldeles för dyrt.

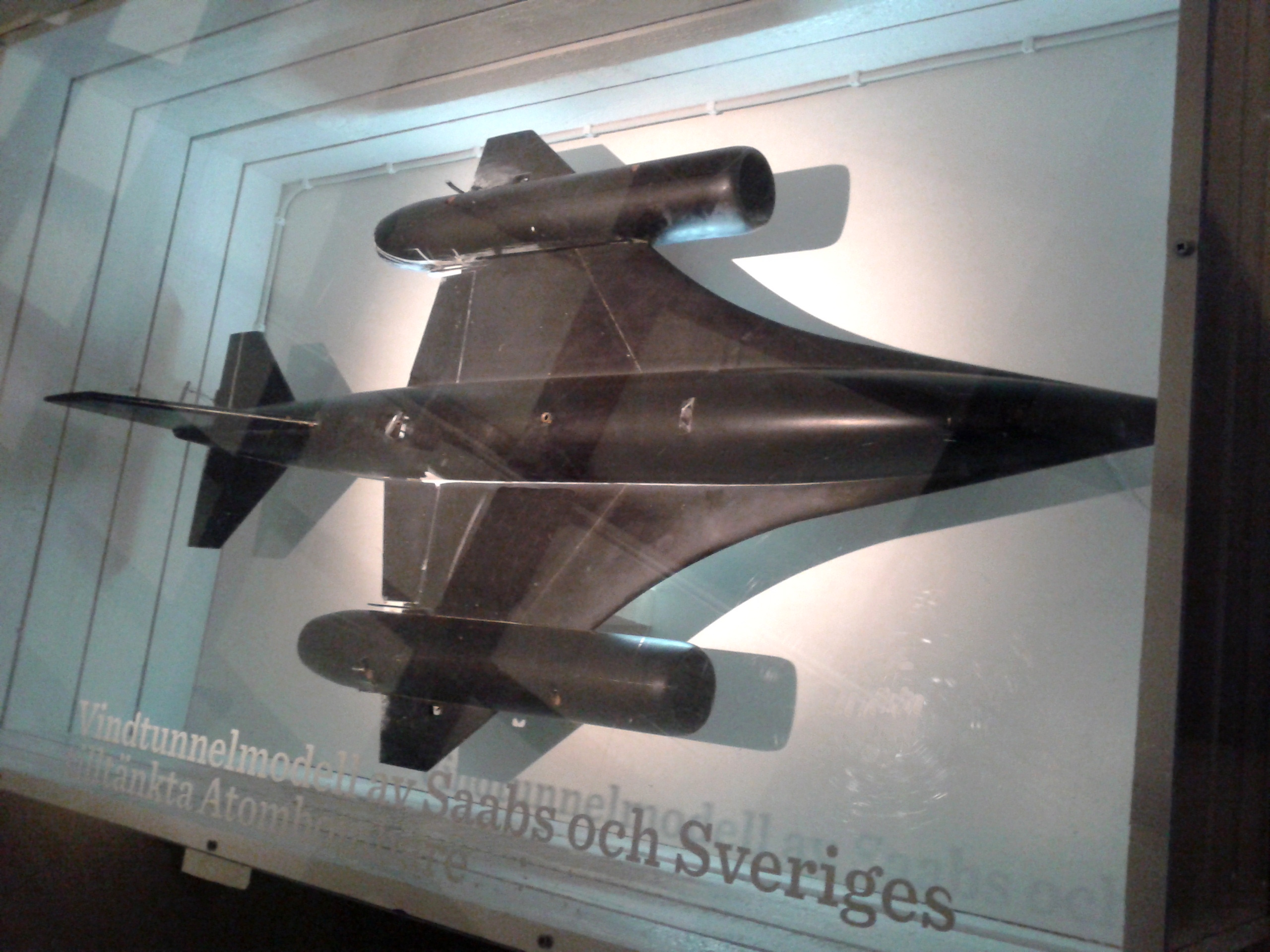
Vindtunnelmodell av 1300-71D på Flygvapenmuseum. Här med texten "Vindtunnelmodell av Saabs och Sveriges tilltänkta Atombombare".

- Flygplan 1300-01 var ett raketflygplan som skulle starta i vertikalt läge från en ramp (som en raket) och glidflyga ned från hög höjd i dubbla ljudhastigheten, avfyra raketer mot fientliga plan och sedan landa med ett vanligt landställ.[16]
- Flygplan 1300-19 var ett tvåmotorigt raketflygplansutkast från hösten 1953 med en form som byggde på Saab 35 Draken.[16]
- Flygplan 1300-25 var ett tvåmotorigt deltavingat jaktplan.[16]
- Flygplan 1300-40 var ett flygplan med rak vinge inspirerat av USA:s F-104 och designat för mach 3.[17]
- Flygplan 1300-50 var ett tvåmotorigt deltavingat attackplan.[16]
- Flygplan 1300-71D var ett tvåmotorigt plan med motorerna mitt på deltavingen och en stabilisator designat runt mach 2.5.[17]
- Flygplan 1300-72G och 1300-72H var varianter med två motorer inne i flygplanskroppen avsedda för runt mach 2.5.[17]

### 1350/36-utredningen
1350/36-utredningen bedrevs mellan åren 1956 och 1958 till en början parallellt med 1300-utredningen. Denna utgick från att vidareutveckla Saab 32 Lansen och Saab 35 Draken och resulterade i ett låghöjdsattackplan som fick beteckningen Flygplan 1350 men även kallades Flygplan 36, samma beteckning som användes för 1300-76 (dock ej identisk med beteckningen A 36), och kom att ersätta detta plan som det primära projektet.

### 1400-utredningen
1400-utredningen bedrevs mellan åren 1956 och 1957 parallellt med såväl 1300-utredningen som 1350-utredningen som ett materialförnyelseprojekt som skulle leverera ett plan 2–3 år efter Flygplan 1300-projektets leverans. Detta var ett lättviktigt jaktflygplan som skulle kunna flyga runt mach 1,4 på låg höjd och runt mach 2,5 på hög höjd och bekämpa fientligt bombflyg. Detta skissades i ett flertal varianter med namn som 1404, 1405, 1407, 1408, 1410, 1419, 1420, 1423, 1425 osv. Allt arbete med flygplan 1400 kom emellertid att avbrytas i september 1957 av två skäl:
- Den brittiske politikern Duncan Sandys utgav en så kallad vitbok där han deklarerade att Storbritannien inte skulle utveckla några fler bemannade jaktflygplan, utan istället satsade all utveckling på robotar, vilket fick den svenska flygstaben att deklarera att Saab 35 Draken skulle bli Sveriges sista bemannade militärflygplan, och som en konsekvens avstannade för ett tag alla projekt på Saab, samtidigt som försvarets robotutveckling prioriterades.[17][18] Ett resultat av detta blev den kortlivade satsningen på Robot 330.
- Flygstaben fick ont om pengar och styrde därför om utvecklingen mot projekt som avsåg att utveckla så billiga flygplan som möjligt.[17]

Dessa två faktorer ledde fram till att det slutliga förslaget från 1400-utredningen var ett mycket billigt flygplan som fick namnet Flygplan 1442. Hösten 1957 lades hela 1400-projektet ned och hade då kostat cirka 5 miljoner kronor.

### 1500/37-utredningen
Efter nedläggningen av 1400-projektet arbetade Saab med olika utkast tills flygförvaltningen den 25 februari 1961 lade fram sin specifikation för 1500-projektet, som kravställde att det nya flygplanet skulle vara ett enhetsflygplan för jakt, attack och spaning, kunna starta från opreparerade landningsbanor på 500 meter, ha en aktionsradie på 400 km beväpnad med en Robot 04, flyga i mach 1,1 i markhöjd med möjlighet att nå mer än mach 2 på hög höjd. Redan efter en vecka kom de första utkasten på flygplanen i 1500-serien, och i mars gjordes en delredovisning av olika koncept för flygförvaltningen.
Den 23 september 1961 skickas en reviderad projektspecifikation till Saab. Denna var nu även godkänd av ÖB, och flygförvaltningen hade nu sänkt kraven på jaktförmåga och hög hastighet på låg höjd (nu mach 1). Det blir nu primärt ett attackplan som kravställs. Man krävde att planet skulle vara flermotorsäkert (klara att flyga med bara en motor) och väga runt 10 ton, och det skulle vara lätt att hantera i fält. Våren 1962 valdes slutligen utkastet Flygplan 1534 ut som Flygplan 37 och "typkonfiguration 1" fastslogs i juni 1962. Från denna punkt började utvecklingen av det första provflygplanet.

## Försäljning
Utöver de svenska beställningarna gjordes flera försök att sälja Viggen utomlands. Sommaren 1974 lanserades stridsflygplanet som Eurofighter Viggen. Eurofighter Viggen erbjöds till de länder och dess flygvapen som skulle ersätta sina F-104 Starfighter. Eurofighter Viggen erbjöds först till Belgien och Nederländerna, vilka behövde byta ut sin flygplan. Det svenska erbjudandet var att flygplanet skulle tillverkas i Belgien och Nederländerna och vara en del i ett större paket där Saab skulle bidra med en ny personbilsfabrik, Volvo med en ny lastbilsfabrik, samt flera fabriker för elektroniska komponenter till flygplanet. Kostnaden för erbjudandet värderades då till 500 miljoner brittiska pund. Vid samma tid pågick utvecklingen av jaktversionen JA 37, och i det svenska erbjudandet ingick full tekniköverföring till Belgien och Nederländerna. Eurofighter Viggen kom även att erbjudas till både Danmark och Norge. Konkurrenter till Eurofighter Viggen som offererade till dessa länder var amerikanska General Dynamics F-16 Fighting Falcon och franska Dassault Aviations Mirage F1E. År 1975 valde samtliga länder det amerikanska stridsflygplanet F-16 Fighting Falcon som ersättning till F-104 Starfighter.
Saab 37 Viggen kom även att erbjudas till Indien som ersättning för Hawker Hunter och English Electric Canberra. Dock så förbjöds Sverige att exportera Viggen till Indien av amerikanska myndigheter. Detta på grund av att motorn i Viggen, RM8A innehöll amerikanska komponenter. Bakgrunden till att USA nekade Saab exporttillstånd var att USA vid denna tidpunkt inte ville rusta denna del av världen.

## Versioner
Viggen producerades i fem olika typversioner för att klara olika typer av uppgifter, fyra var stridsflygplan och en var en utbildningsversion. Totalt serietillverkades 329 individer av Viggen fördelade på de fem versionerna. Åren 1991–1998 modifierades ett antal individer, vilka fick ny versionsbeteckning.
| Benämning | Antal | Tjänstetid | Typ              | Basering                    |
| Sverige   | Antal | Tjänstetid | Typ              | Basering                    |
| --------- | ----- | ---------- | ---------------- | --------------------------- |
| AJ 37     | 106   | 1971–1998  | Attackflygplan   | F 6, F 7, F 15              |
| Sk 37     | 17    | 1973–1998  | Skolflygplan     | F 4, F 7, F 15              |
| Sk 37E    | 10    | 1999–2003  | Skolflygplan     | F 4, F 21, FC               |
| SF 37     | 28    | 1976–1996  | Spaningsflygplan | F 13, F 17, F 21            |
| SH 37     | 28    | 1975–1996  | Spaningsflygplan | F 7, F 13, F 17, F 21       |
| JA 37     | 149   | 1980–2004  | Jaktflygplan     | F 4, F 13, F 16, F 17, F 21 |
| AJS       | 48    | 1991–2001  | Multiroll        | F 6, F 7, F 10, F 15        |
| AJSF      | 13    | 1995–2005  | Multiroll        | F 10, F 15, F 17, F 21      |
| AJSH      | 25    | 1993–2005  | Multiroll        | F 10, F 15, F 17, F 21      |
| Totalt    | 329   |            |                  |                             |

### AJ 37

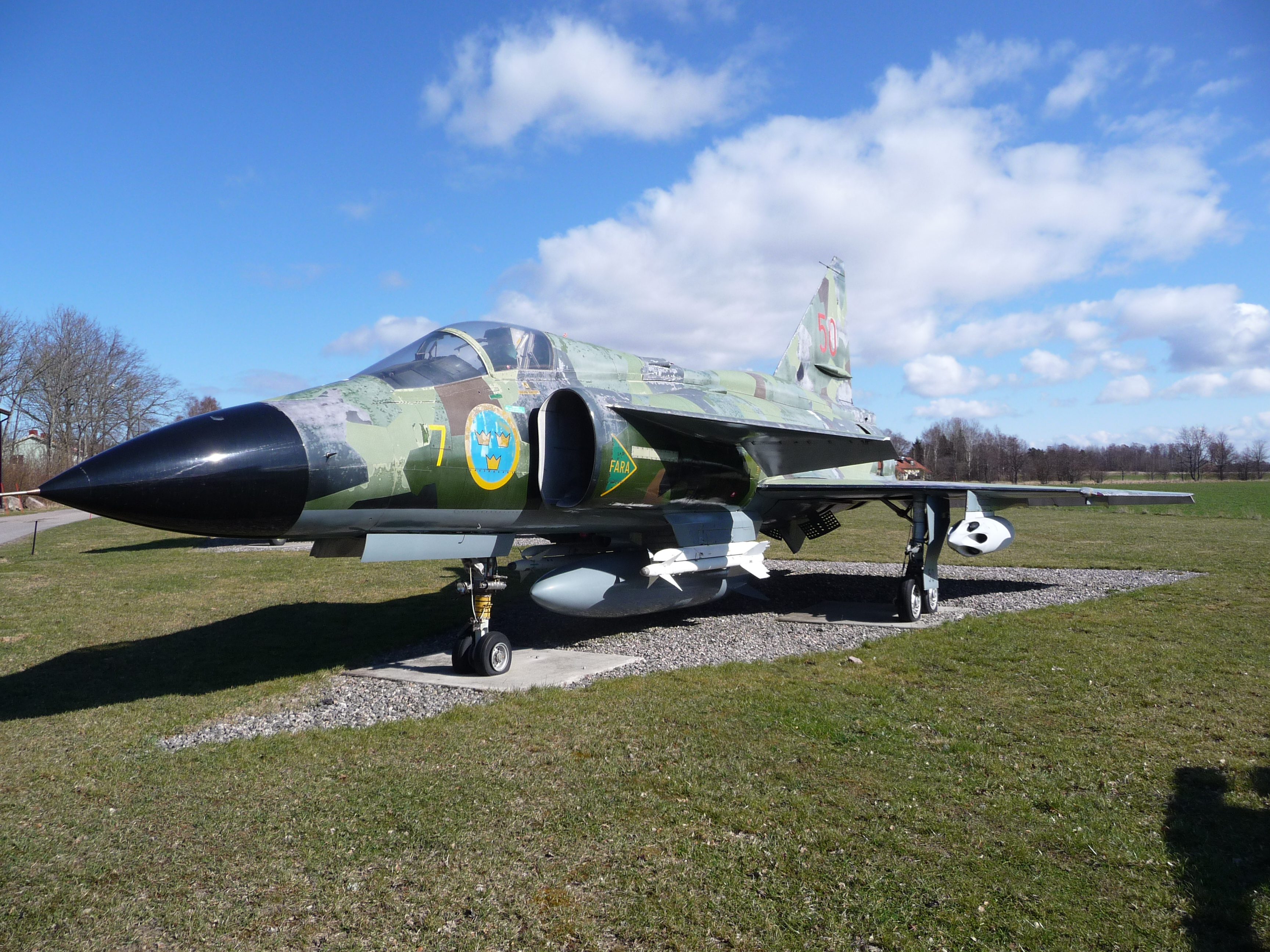
AJ 37 (37050).

Den första versionen av Saab 37 Viggen var attackversionen AJ 37, som dock även hade en sekundär jaktkapacitet. I aktiv tjänst ersatte flygplanet A 32A Lansen. Det första planet levererades till Flygvapnet i juli 1971 och 1973 togs det i förbandstjänst vid Skaraborgs flygflottilj (F 7) i Såtenäs. Dessutom användes AJ 37 vid Västgöta flygflottilj (F 6) i Karlsborg och Hälsinge flygflottilj (F 15) i Söderhamn. År 1993 påbörjades en modifiering av ett antal flygplansindivider till AJS 37. Totalt tillverkades 106 flygplansindivider från 1971 vilka fanns kvar inom Flygvapnet fram till 2001.

### Sk 37

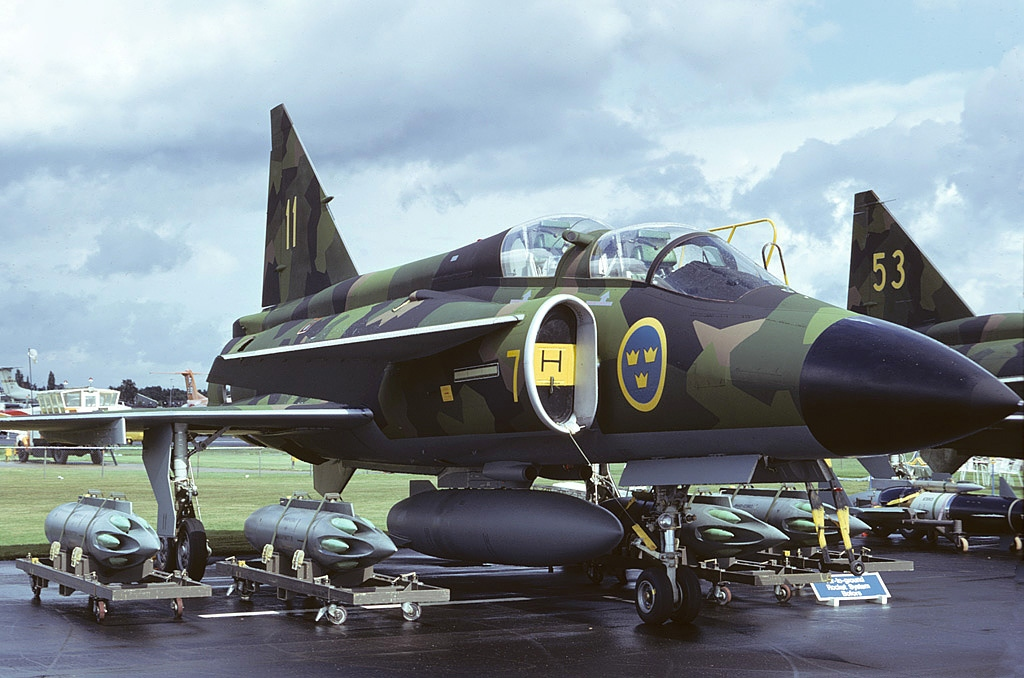
Sk 37 (37808).

SK 37 var ett skolflygplan avsett typinflygning av piloter på Viggensystemet.
Skrovet är baserat på AJ 37 som modifierats en extra förarplats. Av utrymmesskäl har SK 37 en mindre inre bränslevolym än övriga Viggenversioner och saknar även en del elektronisk utrustning inklusive radar. Detta gör att SK 37 endast har en begränsad offensiv förmåga men kan fortfarande beväpnas med attackraketer eller akan vid behov.
Under de första provflygningarna fann man att den bakre kabinhuven försämrade flygplanets sidostabilitet. För att lösa detta problem gjordes fenan något större.
Skaraborgs flygflottilj (F 7) erhöll som första flottilj typen i juni 1972. Totalt tillverkades 17 individer av SK 37. Tio flygplan modifierades 1998–2000 till SK 37E för att ersätta J 32E Lansen för elektronisk krigföring. SK 37 togs formellt ur tjänst år 2005, men två individer behölls vid FC fram till sommaren 2007 för prov- och övningsändamål.

### SH 37

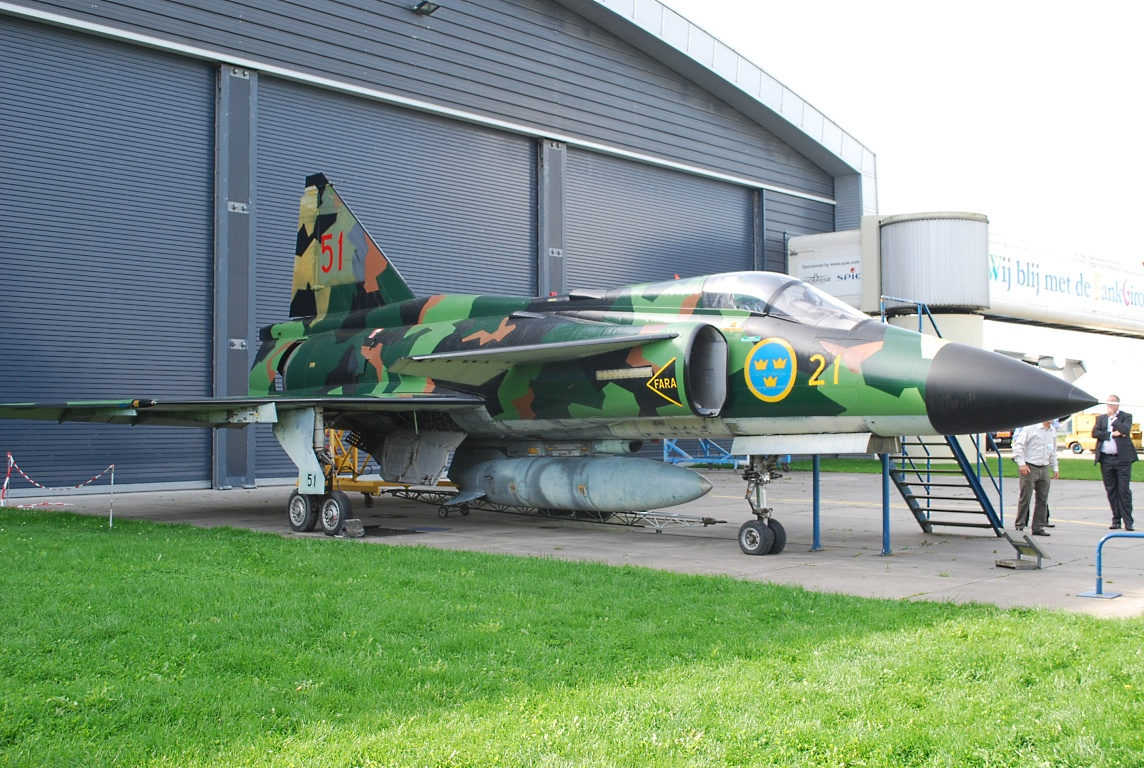
SH (37901).

SH 37 Viggen är ett spanings- och havsövervakningsflygplan. I aktiv tjänst ersatte flygplanet S 32C Lansen.
Prototypen till SH 37 flög första gången december 1973 och leverans till Flygvapnet inleddes år 1975. Grundkonstruktionen av SH 37 är baserad på AJ 37. Skillnaderna mellan flygplanen ligger i första hand på radarsystemets utformning samt att SH 37 har möjlighet att bära fotokapslar.
Bråvalla flygflottilj (F 13) i Norrköping var den första flottilj som erhöll SH 37 hösten 1976. Senare sattes ytterligare två spaningsdivisioner upp vid F 17 respektive F 21. Totalt 27 individer tillverkades mellan åren 1975 och 1980. Ett antal modifierades under 1990-talet till AJS-standard och förblev i tjänst till år 2001.

### SF 37

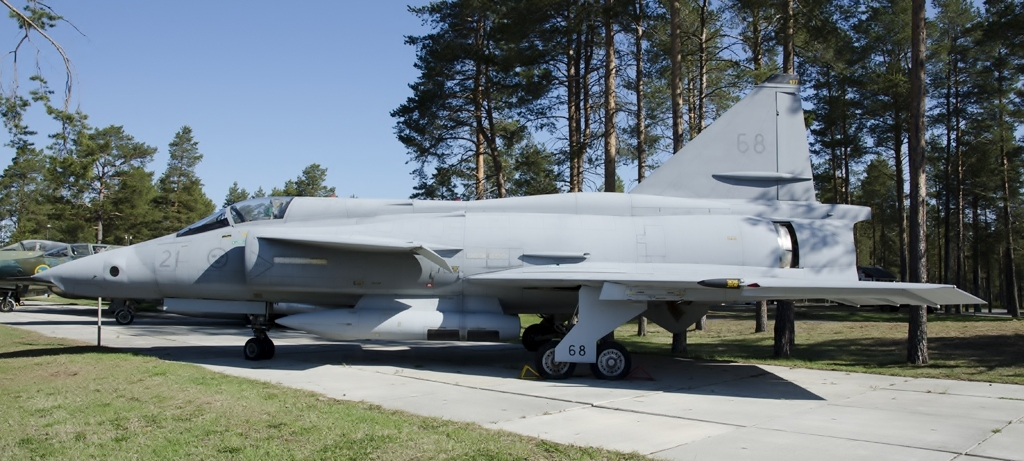
SF 37 (37977).

SF 37 Viggen, var ett fotospaningsflygplan baserat på Saab 37 Viggen och ersatte i aktiv tjänst S 35E Draken. Prototypen till SF 37 flög första gången 21 maj 1973. Grundkonstruktion är samma som för AJ 37, men skiljer sig exteriört åt i nospartiet, där flygplanets fasta kameror sitter monterade. Kamerautrustningen består av sju kameror som kan fotografera både i dagsljus och mörker. Totalt 28 individer tillverkades mellan åren 1977 och 1980, varav 13 individer modifierades till AJSF 37 under 1990-talet. De sista flygplanen togs ur tjänst år 2005.

### JA 37

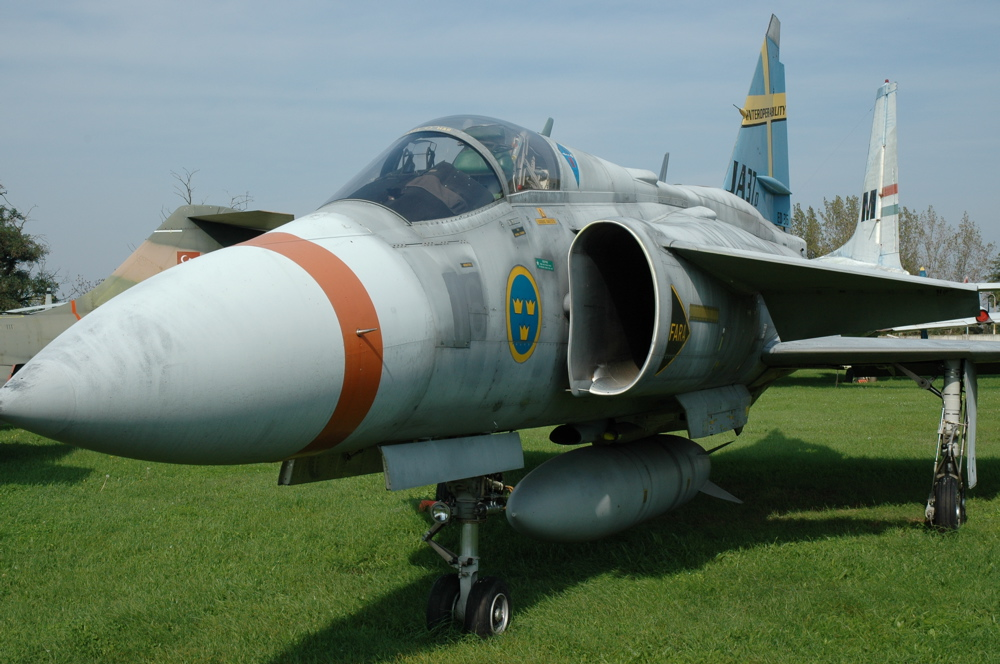
JA 37D (37347).

JA 37 Viggen är ett jaktflygplan med begränsad attackförmåga. I aktiv tjänst ersatte flygplanet J 35 Draken. Skillnaderna mellan JA 37 och de övriga Viggenflygplanen är stora. Planet försågs med den större och kraftigare motorn RM8B, radarn byttes ut mot Ericssons PS-46/A, som bygger på pulsdopplerprincipen. Vid jakt sänder radarn ut en målbelysningssignal som används av radarroboten Rb 71 Skyflash. JA 37 är den enda av Viggenvarianterna som har fast beväpning, en 30 mm Oerlikon KCA med beteckning 30 mm automatkanon m/75. Elektroniken i JA 37 är helt annorlunda jämförd med övriga Viggenvarianter. 
Leverans till Flygvapnet inleddes år 1979 och Bråvalla flygflottilj (F 13) blev första flottilj att ta flygplanet i tjänst i juni 1980. Totalt tillverkades 149 individer mellan 1979 och 1990. År 2004 togs flygplanet ur tjänst, och systemet skrotades, då enbart 14 år efter att det sista flygplanet levererades. Detta kan jämföras med Saab J 35J Draken som togs ur tjänst 27 år efter att det sista flygplanet tillverkades år 1972.

## Modifieringsprogram
På grund av en tidig försening av efterföljaren till Viggensystemet, JAS 39 Gripen, inleddes år 1992 ett modifieringsprogram på AJ 37, SF 37 och SH 37, för att ge dessa viss JAS-kapacitet, det vill säga en begränsad multiroll-kapacitet. Avioniken i Centralkalkylatorn får omfattande modifiering.

### AJ 37
För AJ 37 innebar modifieringen att datorkapaciteten utökades samt möjligheten att använda den nya sjömålsroboten Rb 15F, som utvecklats för JAS 39-programmet. Även Bombkapsel 90 och Rb 74 tillkom som beväpningsalternativ. Modifierade flygplan kan även bära Sidewinder-robotar på de yttre vingbalkarna, något som bara JA 37 kunnat tidigare. Utöver attack och jakt skulle flygplanet även kunna genomföra spaningsuppdrag. De modifierade flygplanen betecknades därför AJS 37 och placerades vid Skånska flygflottiljen (F 10) och Hälsinge flygflottilj (F 15).

### SF 37
Det modifierade flygplanet kunde bära sex stycken Rb 24, 24J eller 74-robotar, men eftersom flygplanet saknade radar, var föraren tvungen att ha visuell kontakt med målet innan en robot kunde avfyras. De modifierade flygplanen betecknades därför AJSF 37 och placerades vid flottiljerna Blekinge flygflottilj (F 17) och Norrbottens flygflottilj (F 21).

### SH 37
Efter modifieringen kunde SH 37 bära sjömålsroboten Rb 15F för attackuppdrag samt fler jaktrobotar. Det modifierade flygplanet fick benämningen AJSH 37.

## Viggen i aktiv tjänst
Viggensystemet kom under åren 1973 till 2005 var i tjänst vid nio flygflottiljer. Den första flottiljen som systemet introducerades på var Skaraborgs flygflottilj. Norrbottens flygflottilj var den sista flottilj som systemet verkade på.
| Nr   | Flottilj                 | Divisionsnamn                                      | Div.nr                               | Version                                  | Tidsperiod                                                                      | Företrädare | Efterträdare                                                                             |
| ---- | ------------------------ | -------------------------------------------------- | ------------------------------------ | ---------------------------------------- | ------------------------------------------------------------------------------- | --- | ---------------------------------------------------------------------------------------- |
| F 4  | Jämtlands flygflottilj   | David Röd David Blå TIS 37 TK 37                   | 1.Div 2.Div TIS 37 TK 37             | JA 37 JA 37 SK 37 SK 37E                 | 1983–2004 1984–2004 1999–2003                                                   | J 35D Draken J 35D Draken Överförd från F 15 J 32E Lansen                                                        | JAS 39A Gripen Upplöst Överförd till F 21                                                |
| F 6  | Västgöta flygflottilj    | Filip Röd Filip Blå                                | 1.Div 2.Div                          | AJ 37 AJ 37                              | 1979–1993 1978–1993                                                             | A 32A Lansen A 32A Lansen                                                                                        | Överförd till F 10 Upplöst                                                               |
| F 7  | Skaraborgs flygflottilj  | Gustav Röd Gustav Röd Gustav Blå Gustav Gul TIS 37 | 1.Div 1.Div 2.Div 2.Div 3.Div TIS 37 | AJ 37 AJS 37 AJ 37AJS 37AJ 37 SK 37      | 1974–1995 1995–1998 1972–1995 1995–1997 1973–1977 1972–1974                     | A 32A Lansen AJ 37 Viggen A 32A Lansen AJ 37 Viggen A 32A Lansen N/A                                             | AJS 37 Viggen JAS 39A/B Gripen AJS 37 Viggen JAS 39A/B Gripen Upplöst Överförd till F 15 |
| F 10 | Skånska flygflottiljen   | Johan Röd Johan Röd                                | 1.Div 1.Div 1.Div 1.Div              | SF 37 SH 37 AJSF 37 AJSH 37              | 1993–1995 1993–1995 1995–2001                                                   | J 35F Draken J 35F Draken SF 37 Viggen SH 37 Viggen                                                              | AJSF 37 Viggen AJSH 37 Viggen JAS 39A Gripen                                             |
| F 13 | Bråvalla flygflottilj    | Martin Röd Martin Röd Martin Blå                   | 1.Div 1.Div 2.Div                    | SF 37 SH 37 JA 37                        | 1977–1993 1977–1993 1980–1993                                                   | J 35F Draken J 35F Draken                                                                                        | Överförd till F 10 Överförd till F 10 Överförd till F 17                                 |
| F 15 | Hälsinge flygflottilj    | Olof Röd Olof Röd Olof Blå Olof Blå TIS 37         | 1.Div 1.Div 2.Div TIS 37             | AJ 37 AJS 37 AJ 37 AJS 37 SK 37          | 1974–1995 1995–1998 1975–1995 1995–1998 1974–1998                               | A 32A Lansen AJ 37 Viggen A 32A Lansen AJ 37 Viggen Överförd från F 7                                            | AJS 37 Viggen Upplöst AJS 37 Viggen Upplöst Överförd till F 4                            |
| F 16 | Upplands flygflottilj    | Petter Blå Petter Gul TIS JA 37                    | 2.Div 3.Div TIS JA 37                | JA 37 JA 37 SK 37                        | 1986–2003 1987–2001 1990–2003                                                   | J 35F Draken J 35F Draken SK 35C Draken                                                                          | Upplöst Upplöst Överförd till F 4                                                        |
| F 17 | Blekinge flygflottilj    | Qvintus Röd Qvintus Blå Qvintus Blå                | 1.Div 2.Div 2.Div                    | JA 37 SF 37 SH 37 JA 37                  | 1981–2002 1979–1993 1993–2002                                                   | J 35F Draken J 35F Draken SF 37 & SH 37 Viggen                                                                   | JAS 39A Gripen JA 37 Viggen JAS 39A Gripen JAS 39A Gripen                                |
| F 21 | Norrbottens flygflottilj | Urban Röd Urban Röd Urban Blå Urban Gul TK 37      | 1.Div 1.Div 2.Div 3.Div TK 37        | SF 37 AJSF 37 SH 37 AJSH 37 JA 37 SK 37E | 1979–1995 1995–2005 1979–1995 1995–2005 2002–2005 1985–2002 1983–2000 2003–2005 | S 35E Draken SF 37 Viggen S 35E Draken SH 37 Viggen Överförd från Urban Blå J 35D Draken SK 60 Överförd från F 4 | AJSF 37 Viggen JAS 39A Gripen AJSH 37 Viggen JAS 39A Gripen Upplöst Upplöst              |

## Viggen efter aktiv tjänst

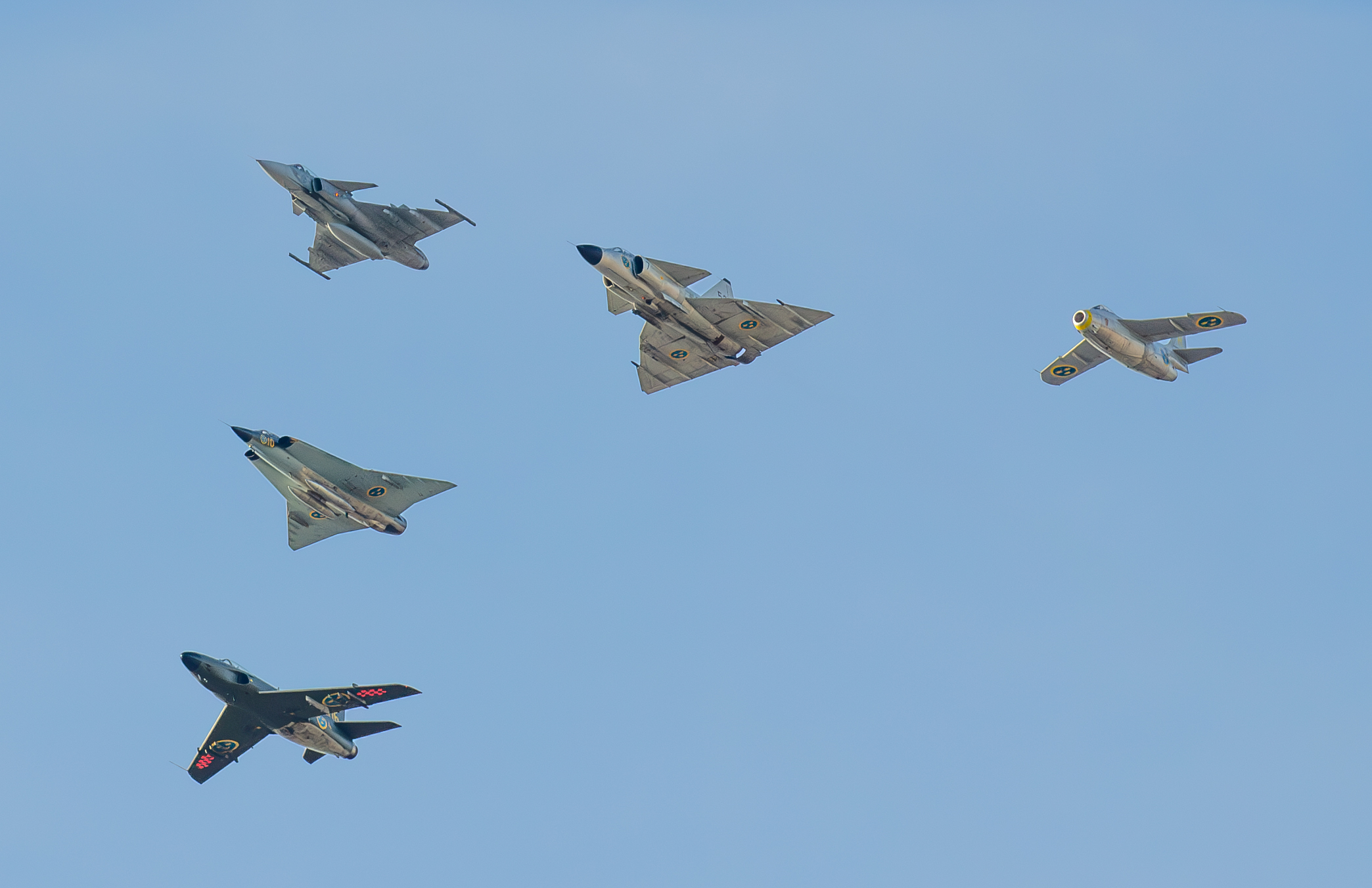
Viggen tillsammans med Tunnan, Lansen, Draken och Gripen under flyguppvisningen över centrala Stockholm vid firandet av kung Carl XVI Gustafs 50 år på tronen 2023.

Skaraborgs flygflottilj (F 7) har hand om Försvarsmaktens veteranflygverksamhet. På F 7 i Såtenäs har Försvarsmakten deponerat två 37 Viggen, en AJ 37 (37098) och en SK 37 (37809). SK 37 kommer närmast från FMV Prov och är luftvärdig med alla formella tillstånd att flyga. Den andra Viggen (serienummer 37098) har genomgått en renovering för att åter bli luftvärdig. Man har valt att spara på de enklare versionerna av Viggen, AJ 37 och SK 37 av tekniska skäl. Detta då JA 37 har en alltför komplicerad avionik för att kunna hållas luftvärdig, enligt Försvarsmaktens veteranflygverksamhet.
Flygplan 37098 godkändes och provflögs den 27 mars 2012. Samma dag registrerades hon som SE-DXN och kommer att vara märkt som de allra första Viggarna i Flygvapnet, omålad med flottiljsiffra, kronmärkning och anropsnummer.
Flygplan 37809 godkändes och provflögs den 15 maj 2018. Samma dag registrerades hon som SE-DXO och kommer behålla det unika fyrfärgskamouflaget, det s.k. "FOA-kamouflaget", med gul flottiljsiffra, kronmärkning och anropsnummer.

## Tekniska data
Flygplansdata över de olika Viggen-versionerna.
|               | JA 37                                        | AJ 37                                                         | SH 37                                | SF 37                | SK 37    |
| ------------- | -------------------------------------------- | ------------------------------------------------------------- | ------------------------------------ | -------------------- | -------- |
| Spännvidd     | 10,6 m                                       | 10,6 m                                                        | 10,6 m                               | 10,6 m               | 10,6 m   |
| Längd         | 16,43 m                                      | 16,3 m                                                        | 16,3 m                               | 16,5 m               | 16,3 m   |
| Höjd          | 5,9 m                                        | 5,6 m                                                         | 5,6 m                                | 5,6 m                | 5,9 m    |
| Tomvikt       | 9,6 ton                                      | 9,5 ton                                                       | 9,5 ton                              | 9,5 ton              | 9,5 ton  |
| Max startvikt | 18,6 ton                                     | 18 ton                                                        | 18 ton                               | 17 ton               | 20,5 ton |
| Maxfart       | mach 2,2                                     | mach 2+                                                       | mach 2+                              | mach 2+              | mach 2+  |
| Max dragkraft | 125 kN                                       | 115,6 kN                                                      | 115,6 kN                             | 115,6 kN             | 115,6 kN |
| Motor         | RM8B                                         | RM8A                                                          | RM8A                                 | RM8A                 | RM8A     |
| Vapen         | Akan, akankapsel. jaktrobotar, attackraketer | Akankapsel, attackrobotar, bomber, attackraketer, jaktrobotar | Kameror, sjömålsrobotar, jaktrobotar | Kameror, jaktrobotar | —        |

## Saab varianter i tillverkningsföljd

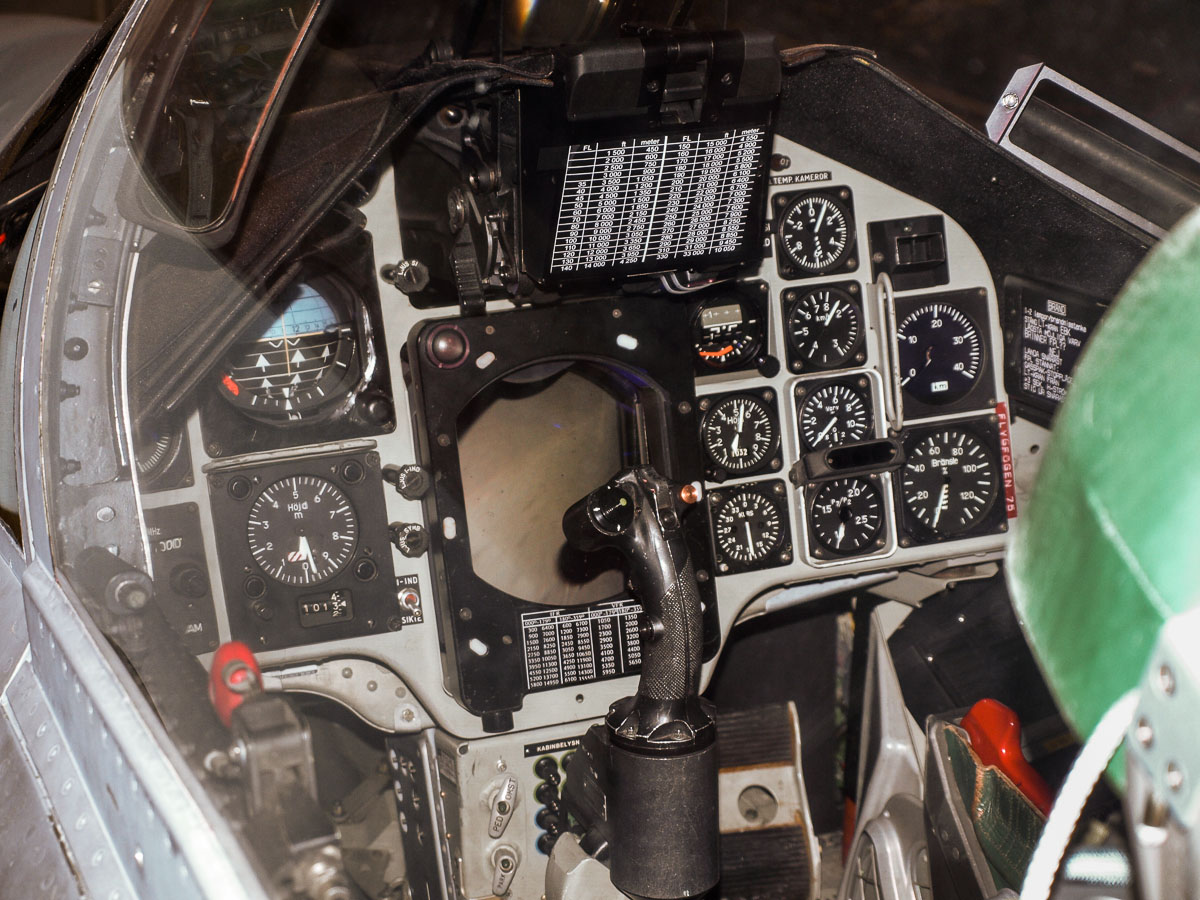
AJSF 37 Viggen, Cockpit

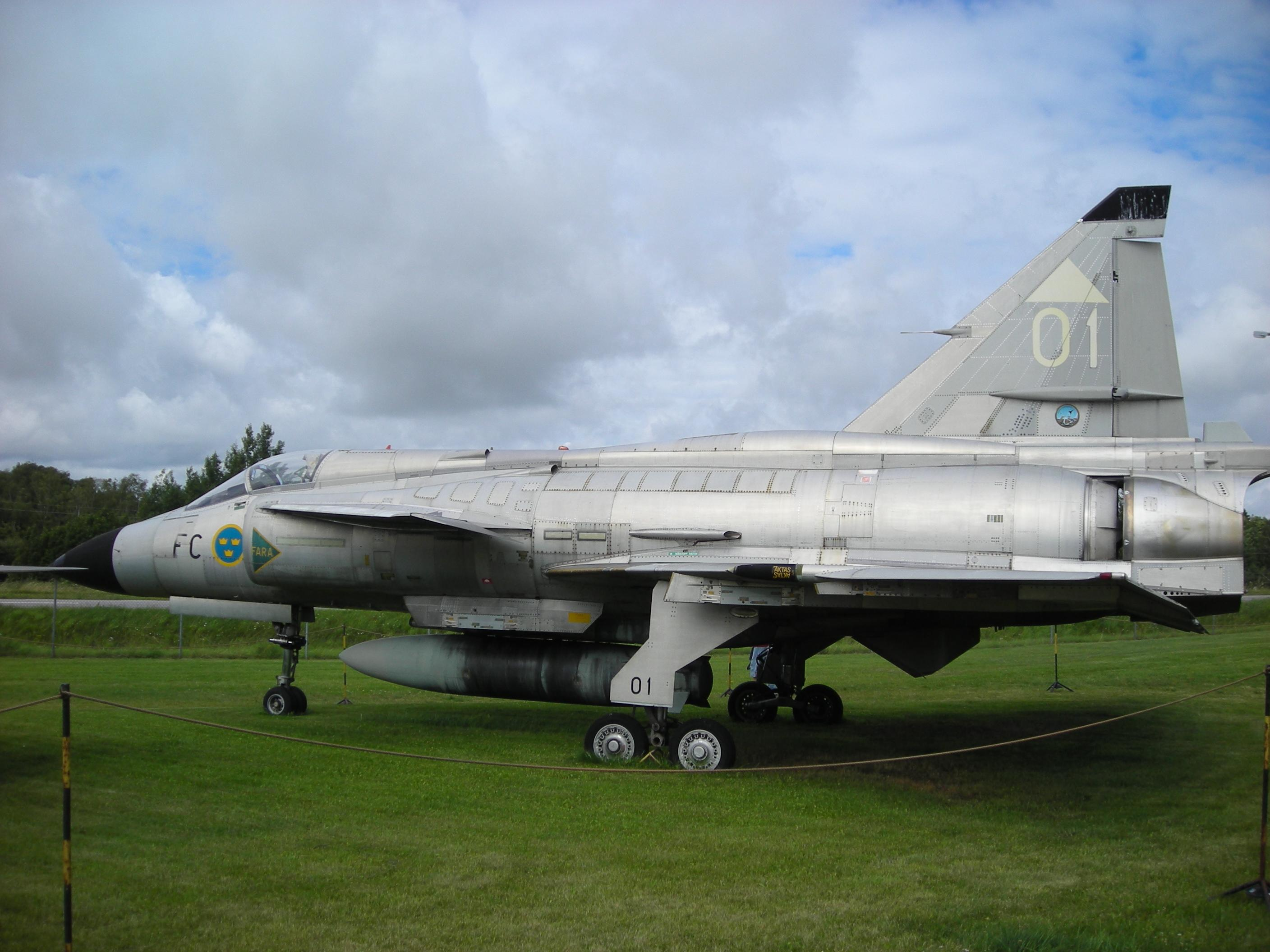
37301 Provflygplan.

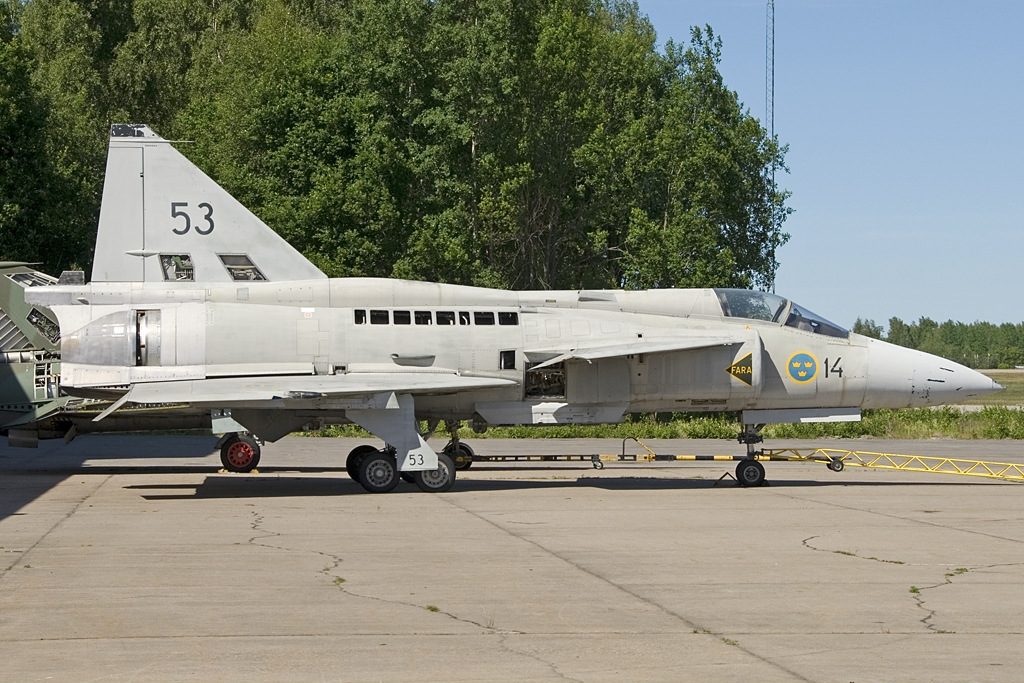
37-3 Provflygplan

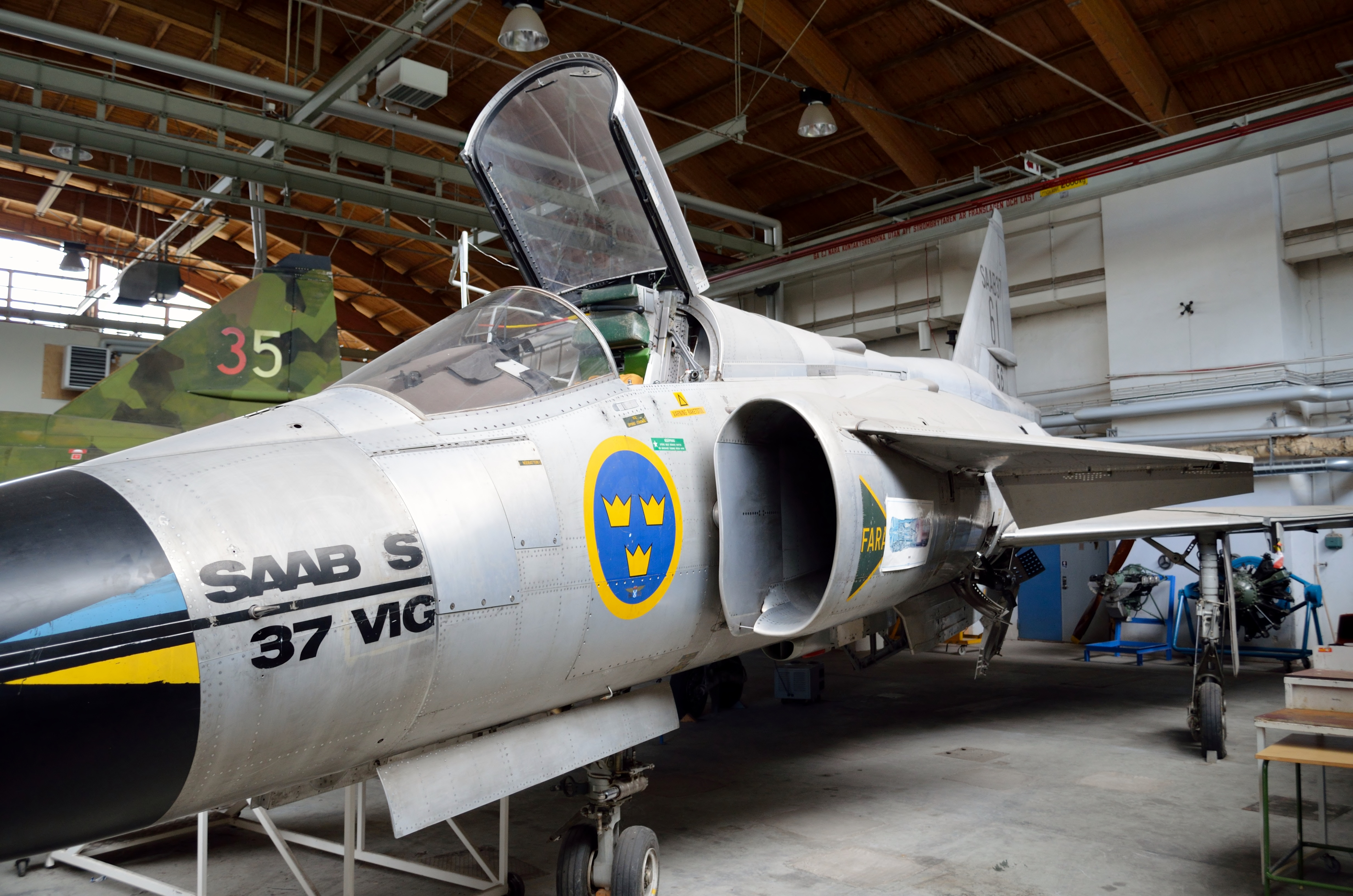
37-6 Provflygplan.

- 37-1 Prototyp. Skrotad 2012. Nos och instrumentpanel bevarade och utställda på Svedinos Bil- och Flygmuseum.
- 37-2 Provflygplan (AJ, JA)
- 37-3 Provflygplan (AJ, JA)
- 37-4 Provflygplan, totalhaveri den 7 maj 1969
- 37-5 Provflygplan
- 37-6 Provflygplan (AJ, JA). Senare utbildningsobjekt vid KTH. Bevarad hos Västerås Flygmuseum.
- 37-7 Provflygplan (AJ, JA)

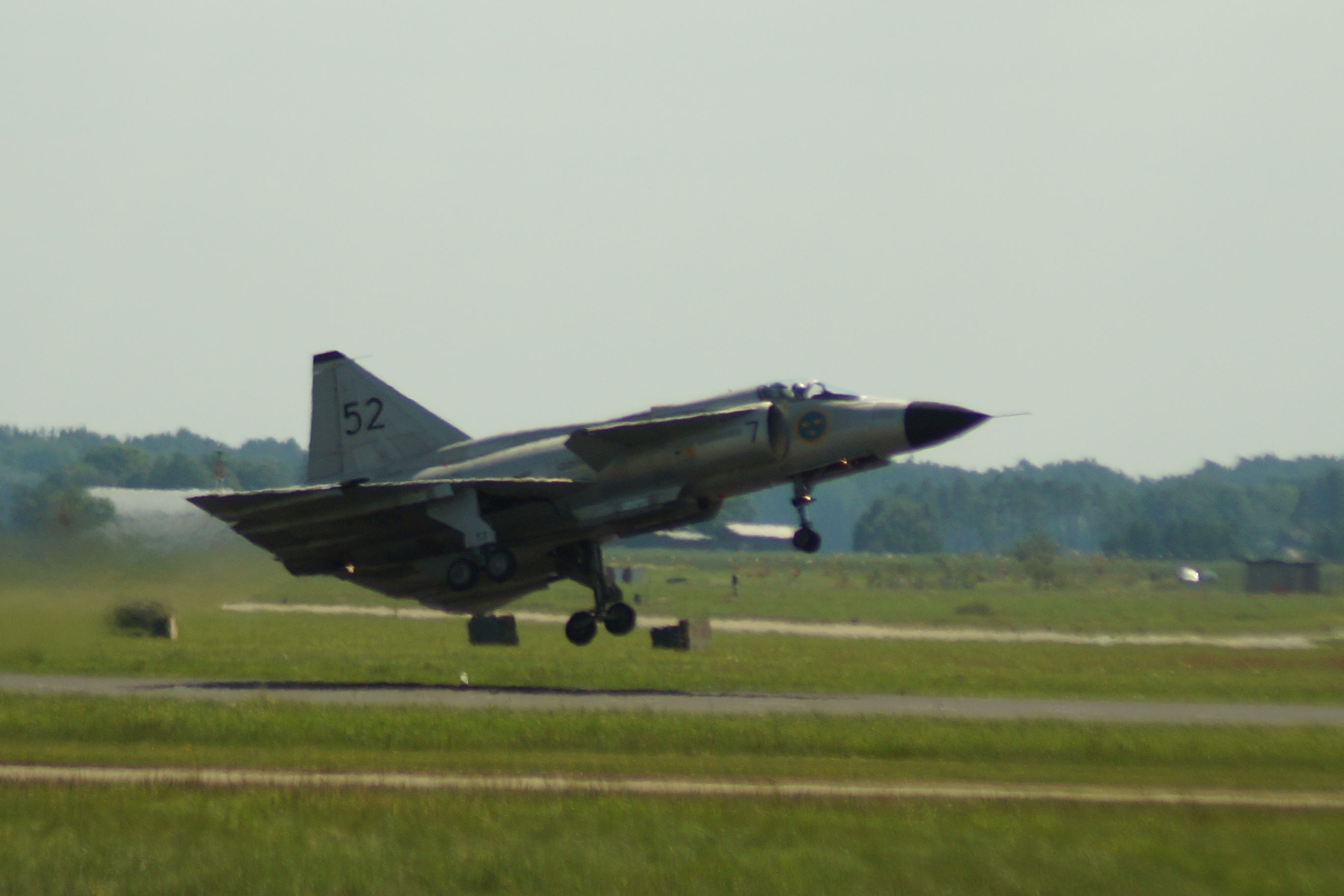
AJS 37 Viggen (G 52) SE-DXN (fd. 37098) Registrerad hos Swedish Airforce Historic Flight

- 37800 Prototyp för SK 37. Bevarad hos Flygvapenmuseum, deponerad till Stenbäckssamlingarna.
- 37900 Prototyp för SH 37. Ombyggd från AJ 37, 37003.
- 37950 Prototyp för SF 37.
- 37-8 Prototyp för JA 37. Totalhaveri den 22 augusti 1978.

## Serienummer
Viggen systemet levererades i fem olika versioner till Flygvapnet mellan åren 1971 och 1990, vilka fick serienummer enligt nedan.
- AJ 37 serienummer 37001–37108
- JA 37 serienummer 37301–37449
- SK 37 serienummer 37801–37817
- SH 37 serienummer 37901–37927
- SF 37 serienummer 37950–37977

## Olyckor och tillbud
- Tisdag den 14 september 1971 startade flygföraren Lars Bandling med en AJ 37 (nr 37001) från Malmen i syfte att öva inför en flyguppvisning. Strax efter landning började flygplanet gira kraftigt åt vänster. Trots att Bandling försökte rätta upp flygplanet, så kom det att gira 90 grader åt vänster och fortsatte i hög fart i banans längdriktning. När flygplanet nådde gräset, bröts högra landstället av och flygplanet girade kraftigt åt höger, men slog aldrig runt utan lade sig på buken. I den haveriutredning som gjorde presenterades bland annat reverseringsförfarandet och princip för noshjulsstyrningen som primära orsaker till haveriet. Lars Bandling, som vid tidpunkten var provflygare på Försökscentralen (FC), klarade sig utan större skador.[31]
- Torsdag den 11 april 1974, inträffade det första haveriet av de så kallade "vingbrottshaverierna", då sergeant Ola Gynäs från Skaraborgs flygflottilj (F 7) råkade ut för att hans AJ 37 (nr 37011) bröts sönder i luften. Ola Gynäs överlevde olyckan genom att skjuta ut sig med hjälp av flygplanets raketstol.[32]
- Måndag den 6 oktober 1975 inträffade det andra vingbrottshaveriet, då löjtnant Göte Pettersson från F 7, även han råkade ut för samma sak med att hans AJ 37 (nr: 37014) bröts sönder i luften. Även Göte Pettersson klarade sig utan större fysiska skador.[32]
- Fredag den 10 oktober 1975 inträffade det tredje och sista vingbrottshaveriet. De två första hade inträffat vid F 7, men det tredje inträffade vid Hälsinge flygflottilj (F 15), genom att löjtnant Harald Gatels AJ 37 (nr: 37005) bröts sönder. Harald Gatel klarade sig utan större fysiska skador med hjälp av flygplanets raketstol.[32]
- Måndag den 5 september 1983 kl 15:10, Vall, 19 km söder om Kristinehamn. Kollision under luftstrid, båda piloterna omkom. [33]
- Måndag den 5 augusti 1996 kl 9:07 startade en AJS 37 (nr 37806, Olle 44) från Söderhamn, för att delta enskilt i en övning och genomföra ett attackanfall mot Ulvön cirka 3 km söder om Örnsköldsvik. Vid 09:30-tiden förlorade flygledaren vid flygplatsen radarkontakten, därvid larmades flygräddningscentralen/ARCC kl 9:40. Då det ingick andra flygplan från F 15 i samma övning, rapporterade ett AJS 37 kl 10:09 om vrakdelar, en oljefläck och en livbåt i havet 5 km ostnordost om Ulvöhamn. Vid 11-tiden upptäcktes den livlöse piloten av en taxibåt som tidigare larmats. Flygföraren, en 28-årig man av fänriks grad, dödförklarades senare på Örnsköldsviks flygplats. Statens haverikommission ansåg att inga tekniska fel kan ha inträffat på flygplanet, utan att det sannolikt orsakades av att piloten förlorade sina visuella höjdreferenser.[34]
- Den 10 oktober 1996 kolliderade två Viggen-plan med varandra över Ramsele efter att ha förlorat visuell kontakt med varandra en kort stund. Trots svåra skador på flygplanen lyckade båda förarna utlösa räddningssystemen och landade välbehållna i fallskärm ca 5 km VSV om Ramsele där de undsattes av räddningshelikoptrar.
- Onsdagen den 16 oktober 1996 deltog en rote bestående av en AJSH 37 och en AJSF 37 från F 15 Söderhamn i en spaningsövning i östra delarna av Östersjön, i syfte att spana mot en rysk fartygskonvoj, där bland annat kryssaren Pjotr Velikij ingick. Vid identifieringen av kryssaren inträffade ett tillbud, vilket resulterade i att ena flygplanet kolliderade med vattenytan. En stor räddningsinsats efter den 31-åriga föraren med kaptens grad (som senare återfanns omkommen) påbörjades av både svenska, ryska och lettiska myndigheter. Statens haverikommission ansåg att inga tekniska fel hade inträffat på flygplanet, utan att det sannolikt orsakades av att piloten förlorade sina visuella höjdreferenser på grund av vädret. Två veckor efter haveriet påbörjade en bärgning av flygplanet, AJS 37 (serienummer 37908, Olle 81), 120 km sydost om Gotland, ett arbete som pågick i drygt fyra veckor.[35]
- Onsdagen den 19 augusti 1998 Rapport ML 1999:3. Haveri med en AJS 37 från F 21 den 19 september 1998, vid Norströmsgrund, 55 km SO om Luleå, BD län.[36]